# Moncelos (Lugo)
Moncelos o Santa María de Moncelos (llamada oficialmente Santiago de Moncelos) es una parroquia española del municipio de Abadín, en la provincia de Lugo, Galicia.

## Geografía
La parroquia se ubica al sur del concejo, atravesada por el río Anllo, en las laderas del monte Argán (585 m s. n. m.); en ella enlaza la carretera LU-121 con la LU-113, a la altura de Zoñán. Su capital es Os Tarraxís.[cita requerida] En la parroquia predominan praderas y campos verdes, especialmente bosques de tipo atlántico. El monte Argán es una de las alturas más destacables en Abadín, aparte; los vecinos de la parroquia de Moncelos, A Graña de Vilarente y Abeledo; es propiedad suya y se dedica al cuidado de la zona, debido a la ley de montes vecinales en campo común. Zoñán es la única aldea que no está completamente diseminado como el resto de las aldeas de Moncelos.

## Historia
El Diccionario geográfico-estadístico-histórico de España y sus posesiones de ultramar de Pascual Madoz la describía en 1848 como una feligresía de la provincia de Lugo, partido judicial y diócesis de Mondoñedo, en el Ayuntamiento de Abadín. Situada sobre los márgenes de uno de los brazos del Miño, el clima era descrito como «frío y sano». Comprendía los lugares y barrios de Acea, Cañoteira, Carba, Casavella, Formigueiro, Fornos, Gulpilleiras, Iglesario, Jubin de Abajo, Jubin de Arriba, Moar, As Veiguiñas, Redemuiño, Rivela, San Julián, Tarregis, Valado de Abajo, Valado de Arriba, Utón y Zoñán, que reunían 63 casas.El término lindaba por el norte con el de Corbite, por el este con Graña de Villarente, por el sur con Goa y al oeste con Árbol. El terreno era descrito como «áspero y montuoso» y los caminos como «vecinales» y «mal cuidados». El correo se recibía por la capital del partido. Se cultivaban centeno, patatas, maíz y trigo en corta cantidad. Hacia 1848 tenía una población de 64 vecinos y 379 almas.

## Organización territorial
La parroquia está formada por diecinueve entidades de población, constando diez de ellas en el nomenclátor del Instituto Nacional de Estadística español:
- Cañoteira (A Cañoteira)
- Casavella (A Casavella)
- A Furada
- As Cargas
- As Golpilleiras
- Veiguiñas (As Veiguiñas)
- Carba
- Moar
- O Alto
- O Carragal
- O Fermín
- O Formigueiro
- Terraxís (Os Tarraxís)
- Valado (O Valado)
- Redemuíños
- Ribela
- Sinde
- Xubín
- Zoñán

## Demografía
| Gráfica de evolución demográfica de Moncelos entre 2000 y 2019 |
|                                                                |
| Datos según el nomenclátor publicado por el INE.               |

## Patrimonio
Aparte de la iglesia dedicada a Santiago en la capital parroquial, se encuentran varios cruceros en la zona. Una de ellos es el crucero que se ubica en O Valado, en la barriada de Carregal, al lado de un hórreo, que culmina en un capitel floreado, con imágenes de Jesús y la señora de la Misericordia. Este cruceiro fue construido hacia 1885 y está junto a la LU-121.
Otro de los cruceros se encuentra cerca del camposanto y de la iglesia, en la aldea de O Terraxís y fue mandado construir en el año 1865 por uno de los habitantes de la zona.